# Foucart
Foucart é uma comuna francesa na região administrativa da Normandia, no departamento de Sena Marítimo. Estende-se por uma área de 4,31 km². Em 2010 a comuna tinha 364 habitantes (densidade: 84,5 hab./km²).